# Myomimus roachi
```

```

Myomimus roachi је врста глодара из породице пухова (лат. Gliridae).

## Распрострањење
Врста има станиште у Бугарској, Грчкој и Турској.

## Станиште
Врста Myomimus roachi има станиште на копну.

## Угроженост
Ова врста се сматра рањивом у погледу угрожености врсте од изумирања.

### Популациони тренд
Популација ове врсте се смањује, судећи по расположивим подацима.